# Davilla
Genre
Classification APG III (2009)
Synonymes
- Hieronia Vell.[1]

Davilla  est un genre d'arbustes appartenant à la famille des Dilleniaceae. Il comporte vingt-neuf espèces américaines, dont son espèce type Davilla rugosa Poir..

## Liste d'espèces
Selon World Flora Online (WFO) (23 déc. 2021) :
- Davilla alata (Vent.) Briq.
- Davilla angustifolia A.St.-Hil.
- Davilla aymardii Fraga
- Davilla bahiana Aymard
- Davilla bilobata Aymard
- Davilla cearensis Huber
- Davilla cuatrecasasii Aymard
- Davilla cuspidulata Mart. ex Eichler
- Davilla elliptica A.St.-Hil.
- Davilla flexuosa A.St.-Hil.
- Davilla glabrata Mart. ex Eichler
- Davilla glaziovii Eichler
- Davilla grandiflora A.St.-Hil. & Tul.
- Davilla grandifolia Moric. ex Eichler
- Davilla kubitzkii Aymard
- Davilla kunthii A.St.-Hil.
- Davilla lacunosa Mart.
- Davilla macrocarpa Eichler
- Davilla minutifolia Fraga
- Davilla morii Aymard
- Davilla neei Aymard
- Davilla nitida (Vahl) Kubitzki
- Davilla papyracea Aymard
- Davilla pedicellaris Benth.
- Davilla rugosa Poir.
- Davilla sellowiana Schltdl.
- Davilla sessilifolia Fraga
- Davilla steyermarkii Kubitzki
- Davilla strigosa Kubitzki